# Ива Милошевић
Ива Милошевић (Београд, 1. фебруар 1977) је позоришна и радио редитељка.

## Биографија
Рођена је 1. фебруара 1977. године у Београду. Дипломирала позоришну и радио режију на Факултету драмских уметности у Београду. Студије режије је уписала 1995. године, а само три године касније представила се са својом првом режијом представе Магично поподне Волфганга Бауера у Битеф театру.
Њене представе су гостовале на фестивалима широм света и то: у Штудгарту, Боготи (Колумбија), Сан Хозеу (Костарика), Гвадалахари (Мексико), Сибиу у Румунији, Мадриду, Риму, Прагу, Ријеци, Сплиту, Умагу, Сарајеву, Брчком, Бањалуци, Котору, Будви, као и на свим важним фестивалима у Србији.
До сада је потписала више десетина режија.
у браку је са редитељом Горчином Стојановићем са којим има сина Јана.

## Награде
Ива је такође добитник 25. награде Удружења драмских уметника Србије за режију "Бојан Ступица", коју је добила 2011. године. Ива је изабрана једногласном одлуком жирија у саставу: Светлана Бојковић, Славко Милановић, Наташа Нинковић, Егон Савин (председник) и Дара Џокић. Награда је додјељена у просторијама Атељеа 212 након приказивања представе Прослава за коју је добила награду. Победила је у конкуренцији од 14 представа.

## Режија
| Година | Назив                                                | Аутор                                | Позориште                                                |
| ------ | ---------------------------------------------------- | ------------------------------------ | -------------------------------------------------------- |
| 1995.  | Магично поподне (позоришна представа)                | Волффанг Бауер                       | Битеф театар                                             |
|        | Маратонци трче почасни круг (позоришна представа)    | Душан Ковачевић                      | Сатиричко казалиште „Керемпух“ Загреб                    |
|        | Shopping & Fucking (позоришна представа)             | Марко Рејвенхил                      | Југословенско драмско позориште                          |
|        | Разваљивање (позоришна представа)                    | Нил Лабјут                           | Југословенско драмско позориште                          |
|        | Федрина љубав (позоришна представа)                  | Сара Кејн                            | Југословенско драмско позориште                          |
|        | Драма о Мирјани и овима око ње (позоришна представа) | Ивор Мартинић                        | Југословенско драмско позориште                          |
|        | Из јуначког живота грађанства (позоришна представа)  | Карл Штернхајер                      | Југословенско драмско позориште                          |
|        | Змајеубице (позоришна представа)                     | Милена Марковић                      | Југословенско драмско позориште                          |
|        | Казимир и Каролина (позоришна представа)             | Еден фон Хорват                      | Народно позориште Сомбор                                 |
|        | Пут до Нирване (позоришна представа)                 | Артур Копит                          | Атеље 212                                                |
|        | Змијско легло (позоришна представа)                  | Василиј Сигарев                      | Атеље 212                                                |
|        | Прослава (позоришна представа)                       | Томас Винтерберг и Могенс Руков      | Атеље 212                                                |
|        | Ревизор (позоришна представа)                        | Николај Гогољ                        | Атеље 212                                                |
|        | Мала Сирена (позоришна представа)                    | Ханс Кристијан Андерсен              | Позориште Душко Радовић                                  |
|        | Принцеза на зрну грашка (позоришна представа)        | Неда Радуловић                       | Позориште Душко Радовић                                  |
| 1995.  | Вук и седам јарића (позоришна представа)             | Браћа Грим/Љубинка Стојановић        | Позориште лутака „Пинокио“                               |
| 2008.  | Принцеза и жабац (позоришна представа)               | Ханс Кристијан Андерсен/Игор Бојовић | Позориште "Бошко Буха" Београд                           |
| 1995.  | Пепељуга (позоришна представа)                       | Игор Бојовић                         | Позориште "Бошко Буха" Београд                           |
| 1995.  | Мизантроп (позоришна представа)                      | Молијер                              | Битеф театар - Корежија Горчин Стојановић                |
| 1995.  | Painkillers (позоришна представа)                    | Неда Радуловић                       | Српско народно позориште                                 |
| 1995.  | Глорија (позоришна представа)                        | Ранко Маринковић                     | Позориште на Теразијама                                  |
| 1995.  | Чудо у Шаргану (позоришна представа)                 | Љубомир Симовић                      | Народно позориште Ужице                                  |
| 1995.  | Много буке ни око чега (позоришна представа)         | Вилијам Шекспир                      | Народен театар „Војдан Чернодрински“, Прилеп, Македонија |